# Mesochorus concavus
Mesochorus concavus är en stekelart som beskrevs av Dasch 1974. Mesochorus concavus ingår i släktet Mesochorus och familjen brokparasitsteklar. Inga underarter finns listade i Catalogue of Life.